# Locomotiva FFS E 3/3 (ibrida)
Le locomotive E 3/3 8521-8522 delle Ferrovie Federali Svizzere sono state due locomotive a vapore da manovra modificate per utilizzare l'energia elettrica per la trasformazione dell'acqua in vapore.
Detta trasformazione, avvenuta durante la Seconda guerra mondiale, fu dovuta alla scarsità di carbone per l'alimentazione dei forni e all'impossibilità di costruire nuove locomotive elettriche.
Terminata l'emergenza bellica le due macchine furono ritrasformate per la consueta alimentazione a carbone.

## Premesse
Le locomotive FFS E 3/3 8521-8522, poi soprannominate “Tigerli”, furono costruite nel 1896 dalla Schweizerische Lokomotiv- und Maschinenfabrik di Winterthur per la Compagnia del Giura-Sempione.
Le FFS ebbero in dotazione 61 locomotive di questo gruppo, che vennero utilizzate prevalentemente nel servizio di manovra fino al 1960 circa.
Due di esse, la 1623 e la 2076, sono di proprietà del Club del San Gottardo che le utilizza per treni rievocativi.

## Le locomotive ibride “a vapore-elettriche”
Nel 1942-1943 la penuria di carbone (importato dalla Germania) e l'impossibilità di costruire nuove locomotive elettriche da manovra spinse le FFS a prendere in considerazione la proposta della Brown, Boveri & Cie. (BBC) di Baden per la trasformazione di locomotive a vapore in macchine ibride.
Le modifiche furono eseguite nell'officina di Yverdon delle FFS e le due macchine furono riconsegnate all'esercizio nell'inverno 1943: la 8521 il 13 gennaio 1943 e la 8522 l'11 febbraio 1943. Il costo della trasformazione fu di circa 100.000 franchi svizzeri per ciascuna.
Prestarono servizio presso gli scali di Zollikofen e di Briga.
Furono ritrasformate in locomotive a vapore normali nel luglio 1951 la 8521 e nell'aprile 1953 la 8522, rimanendo poi in servizio la prima fino al 1963 e la seconda fino al 1964.
La 8522 dopo il 1964 fu acquistata dalla Sursee-Triengen-Bahn, e vi rimase fino al 1972. Poi passò al Dampfbahn Bern (DBB) di Berna, che la riportò all'aspetto originale. Nel 1987 fu restituita alla Sursee-Triengen-Bahn e viene utilizzata per condurre treni storici. Nel 2008 la caldaia è stata sostituita con quella proveniente dalla E 3/3 8483.

## Le modifiche
Le locomotive derivavano la corrente elettrica da un normale pantografo montato sull'imperiale della cabina. Furono equipaggiate con un evaporatore elettrico ("Elektroverdampfern"), che era  composto da due serie di resistenze collocate all'esterno delle caldaie vicino alla cabina del macchinista. Venendo a mancare l'azione del tiraggio una pompa prelevava l'acqua fredda dal fondo della caldaia e l'immetteva nell'evaporatore.
Poiché le resistenze erano immerse nei tubi di riscaldamento dell'evaporatore erano alimentate a tensione di 20 V con un'intensità di 12.000 A, ciascun evaporatore sviluppava una potenza di 480 kW. Attraverso ogni unità circolavano 5 l al secondo, con una produzione di vapore di 300 kg all'ora alla pressione di 12 atmosfere. La regolazione avveniva solo per il tramite degli iniettori. Per consentire il funzionamento anche su tronchi di binario privi di linea di contatto nel focolare veniva mantenuta della brace pronta a essere rinfocolata.
La pompa di circolazione dell'acqua, il circuito di comando e l'illuminazione erano alimentate da una batteria che veniva caricata da un raddrizzatore alimentato da uno dei trasformatori che abbassavano la tensione di linea al voltaggio necessario per il funzionamento dell'evaporatore.
Per avviare la locomotiva occorreva circa un'ora.
L'intero dispositivo pesava 7 t, e la massa in servizio della locomotiva pertanto diventò di 42 t.
Il risparmio del carbone era di 700–1200 kg al giorno, in media, equivalenti a circa 300 tonnellate all'anno.